# قرن 11 هـ
القرن الحادي عشر الهجري في التقويم الإسلامي أو التقويم الهجري هو القرن الذي يطابق ما بين السنوات من 1591 إلى 1687 للميلاد.

## مواليد
- مولد المؤرخ حاجي خليفة عام 1017 هـ
- مولد المؤرخ ابن العماد الحنبلي عام 1032 هـ
- مولد العالم الفلكي محمد بن سليمان الروداني عام 1037 هـ

## وفيات
- وفاة المؤرخ ابن العماد الحنبلي عام 1089 هـ